# 그람 (신화)

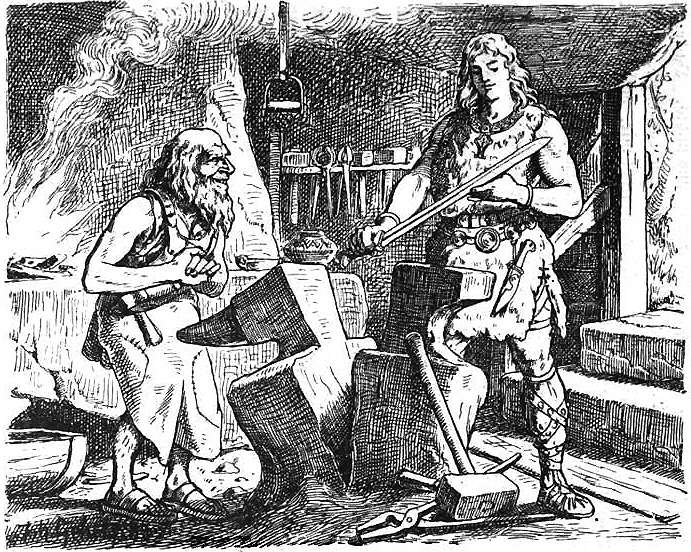
레긴에게 시켜 그람을 다시 단조한 시구르드.

그람(고대 노르드어: Gramr→분노) 은 노르드 신화의 영웅 시구르드가 드래곤 파프니르를 죽일 때 썼던 검의 이름이다.
그람은 대장장이 신 볼룬드가 만들었으며, 오딘이 바른스톡크 나무에 쑤셔박아 놓은 것을 시그문드가 뽑아 자신의 소유로 했다. 나중에 시그문드가 전쟁에서 검은 망토를 걸치고 챙넓은 모자로 얼굴을 가린 적병의 창을 쳤을 때 그람은 산산이 부서졌다(그 병사는 변장한 오딘이었다). 시그문드는 죽어가면서 아내 효르디스에게 칼조각들을 모아 아직 태어나지 않은 아들(시구르드)가 나중에 다시 칼로 만들어 쓸 수 있게 하라고 유언을 남겼다. 이후 레긴이 검을 다시 만들어내 시구르드의 소유가 되었다. 다시 만들어진 그람을 잡고 시구르드가 모루를 후려치자 모루가 두 동강이 나 버렸다.
대륙 게르만의 《니벨룽의 노래》에서는 지크프리트(= 시구르드)가 발뭉(Balmung)이라는 다른 검을 얻게 된 뒤 그람은 내다 버린다. 리하르트 바그너의 오페라 《니벨룽의 반지》의 지크프리트는 노퉁(Nothung)이라는 검을 들고 다닌다. 노퉁은 보탄(= 오딘)이 지크문트(= 시그문드)에게 준 검이었는데, 프리카(= 프리그)가 보탄에게 지크문트가 훈딩과의 싸움에서 패해야 한다고 하여 보탄은 자기 창으로 노퉁을 부러뜨린다. 그러나 보탄의 딸인 발키리 브륀힐트(= 브륀힐드)가 검 조각을 모아서 지크문트의 아내이자 여동생인 지크린데(= 시그뉘)에게 건네준다. 지크린데는 검을 난쟁이 미메(= 레긴)에게 주고 지크프리트를 가르쳐 달라고 부탁한다. 보탄 신은 두려움을 모르는 자만이 검을 다시 단조할 수 있으며, 그것은 자기 손자 지크프리트라고 말한다. 그 뒤 복구된 노퉁은 보탄의 힘의 상징인 그 창을 부러뜨리고, 그 뒤로 보탄은 더 이상 등장하지 않는다. 일부 문헌에서는 발뭉을 발무스(Balmus)라고 하기도 한다.